# Lockvattnet, Finland
Lockvattnet (finska: Lokvesi) är en fjärd i Finland. Den ligger i landskapet Egentliga Finland, i den sydvästra delen av landet, 180 km väster om huvudstaden Helsingfors.
Lockvattnet avgränsas av Hevonkack och Keckolot i väster, Iso Ristluoto i norr, Peiponniemi och Kenkämaa i öster samt Maskinnamo i söder.